# سويداء فلسطينية
السويداء الفلسطينية (باللاتينية: Suaeda palaestina) نوع نباتي يتبع جنس السويداء من الفصيلة القطيفية.

## الموئل والانتشار
موطنه الأصلي بلاد الشام ووادي النيل والمغرب العربي وجزيرة كريت.